# 村西哲幸
村西 哲幸（むらにし てつゆき、1981年〈昭和56年〉8月6日 - ）は、滋賀県愛知郡秦荘町（現：愛荘町）出身の元プロ野球選手（投手、右投右打）。

## 来歴・人物
比叡山高校3年時に甲子園に春夏連続出場も共に1回戦敗退。この時、春は優勝校の沖縄尚学高校（3安打10奪三振）に0-1で敗退、夏も同じく優勝校の桐生第一高校（5安打12奪三振）に0-2で敗退している。滋賀大会では、33投球回連続無失点、近江兄弟社高戦でノーヒットノーランを達成し、19三振を奪った。1999年度ドラフト会議にて横浜ベイスターズから3位指名を受けて入団。チームメイトでバッテリーを組んでいた細見直樹もヤクルトスワローズから4位指名を受けて入団した。
2003年にオーバースローからサイドスローに投法を変更、同時にナックルボールを封印。2004年に一軍初登板を果たす。またフレッシュオールスターゲームにも出場し細見とバッテリーを組んだ。二軍にて最多奪三振（102奪三振）を記録している。
2005年1月にイップスになったが春季キャンプで新監督の牛島和彦の指導で克服。しかし、同年も一軍で起用されるが結果は残せなかった。
2006年シーズン前にアンダースローに転向したものの、4月4日の二軍戦の登板を最後にしばらく試合には出ず、5月17日に復帰した際にはサイドスローに再転向していた。この年は一軍登板がなく、9月に球団から戦力外通告を受け現役を引退。引退後は地元である滋賀県彦根市にて「彦根ベースボールアカデミー」を開講し、塾長として後進の指導に当たっていた。また、所属している地元の硬式野球クラブ近江八幡野球クラブでは投手として活動していた。
2012年4月、滋賀県東近江市（旧八日市市、旧永源寺町）をホームに活動する中学硬式野球クラブ「湖東リトルシニア」を立ちあげ、監督として指導にあたっている。

## 詳細情報

### 年度別投手成績
| 年 度     | 球 団     | 登 板 | 先 発 | 完 投 | 完 封 | 無 四 球 | 勝 利 | 敗 戦 | セ 丨 ブ | ホ 丨 ル ド | 勝 率 | 打 者 | 投 球 回 | 被 安 打 | 被 本 塁 打 | 与 四 球 | 敬 遠 | 与 死 球 | 奪 三 振 | 暴 投 | ボ 丨 ク | 失 点 | 自 責 点 | 防 御 率 | W H I P |
| --------- | --------- | ----- | ----- | ----- | ----- | -------- | ----- | ----- | -------- | ----------- | ----- | ----- | -------- | -------- | ----------- | -------- | ----- | -------- | -------- | ----- | -------- | ----- | -------- | -------- | ------- |
| 2004      | 横浜      | 2     | 0     | 0     | 0     | 0        | 0     | 0     | 0        | --          | ----  | 12    | 1.2      | 5        | 0           | 1        | 0     | 1        | 0        | 0     | 0        | 4     | 1        | 5.40     | 3.60    |
| 2005      | 横浜      | 4     | 0     | 0     | 0     | 0        | 0     | 0     | 0        | 0           | ----  | 26    | 4.2      | 6        | 0           | 4        | 0     | 1        | 0        | 0     | 0        | 7     | 5        | 9.64     | 2.14    |
| 通算：2年 | 通算：2年 | 6     | 0     | 0     | 0     | 0        | 0     | 0     | 0        | 0           | ----  | 38    | 6.1      | 11       | 0           | 5        | 0     | 2        | 0        | 0     | 0        | 11    | 6        | 8.53     | 2.53    |

### 記録
- 初登板：2004年6月17日、対読売ジャイアンツ13回戦（横浜スタジアム）、9回表無死に5番手で救援登板・完了、1回1失点

### 背番号
- 36 （2000年 - 2006年）